# Università statale della California
L'Università statale della California (in inglese California State University; CSU) è un sistema di università pubbliche dello stato della California.
La California State University è una delle tre suddivisioni del sistema pubblico di educazione superiore californiano, insieme con l'Università della California e il California Community College.
Il quartier generale è situato al 401 Golden Shore di Downtown Long Beach.

## Campus
L'Università statale della California è composta dai seguenti 23 campus, elencati qui in base all'anno di fondazione:
| Campus                                                | Fondazione | Sede            | N. Studenti (autunno 2016) |
| ----------------------------------------------------- | ---------- | --------------- | -------------------------- |
| Università statale di San Jose                        | 1857       | San Jose        | 32.154                     |
| Università statale della California - Chico           | 1887       | Chico           | 17.557                     |
| Università statale di San Diego                       | 1897       | San Diego       | 34.668                     |
| Università statale di San Francisco                   | 1899       | San Francisco   | 29.045                     |
| California Polytechnic State University               | 1901       | San Luis Obispo | 21.306                     |
| Università statale della California - Fresno          | 1911       | Fresno          | 24.405                     |
| California State Polytechnic University - Humboldt    | 1913       | Arcata          | 8.503                      |
| California State University Maritime Academy          | 1929       | Vallejo         | 1.107                      |
| California State Polytechnic University - Pomona      | 1938       | Pomona          | 25.326                     |
| Università statale della California - Los Angeles     | 1947       | Los Angeles     | 27.827                     |
| Università statale della California - Sacramento      | 1947       | Sacramento      | 30.510                     |
| Università statale della California - Long Beach      | 1949       | Long Beach      | 37.776                     |
| Università statale della California - Fullerton       | 1957       | Fullerton       | 40.235                     |
| Università statale della California - Stanislaus      | 1957       | Turlock         | 9.762                      |
| Università statale della California - East Bay        | 1957       | Hayward         | 15.885                     |
| Università statale della California - Northridge      | 1958       | Los Angeles     | 39.916                     |
| Università statale della California - Dominguez Hills | 1960       | Carson          | 14.731                     |
| Università statale di Sonoma                          | 1960       | Rohnert Park    | 9.323                      |
| Università statale della California - San Bernardino  | 1965       | San Bernardino  | 20.767                     |
| Università statale della California - Bakersfield     | 1965       | Bakersfield     | 9.341                      |
| Università statale della California - San Marcos      | 1988       | San Marcos      | 13.144                     |
| Università statale della California - Monterey Bay    | 1994       | Marina, Seaside | 7.274                      |
| Università statale della California Channel Islands   | 2002       | Camarillo       | 6.611                      |